# Beauchamps (Somme)
Beauchamps je francouzská obec v departementu Somme v regionu Hauts-de-France. V roce 2013 zde žilo 1 020 obyvatel.

## Poloha obce
Obec leží u hranic departementu Somme s departementem Seine-Maritime, tedy i u hranic regionu Hauts-de-France s regionem Normandie. Sousední obce jsou: Bouvaincourt-sur-Bresle, Dargnies, Embreville, Gamaches a Incheville (Seine-Maritime).

## Vývoj počtu obyvatel
Počet obyvatel